# NGC 6966
NGC 6966 је двојна звезда у сазвежђу Водолија која се налази на NGC листи објеката дубоког неба.
Деклинација објекта је + 0° 22' 5" а ректасцензија 20h 47m 26,7s. Привидна величина (магнитуда) објекта NGC 6966 износи 14,0.